# Ardisia rudis
Ardisia rudis là một loài thực vật có hoa trong họ Anh thảo. Loài này được J.Sinclair mô tả khoa học đầu tiên năm 1956.